# ألون أبيلسكي
ألون ألكسندر أبيلسكي (مواليد 29 مايو 1989) هو لاعب كرة قدم الماني يلعب لصالح نادي سبورتفرويندي باومبرج . 

## سيرة

### كلاعب
لعبة أبليسكي أول مباراة كاملة له في تاريخ 17 يناير 2010 في مباراة لدوري الألماني الدرجة الثانية. بمباراة الدوري الألماني ضد إف إس في فرانكفورت . 
انتهاء عقده من قبل نادي أرمينيا بيليفيلد في 2011، إنضم أبلسكي إلى نادي هبوعيل تل أبيب . يحمل آبلسكي الجنسية الإسرائيلية . 
لعب لصالح فريق ألمانيا في فلسطين المحتلة في دورة الألعاب المكابية 2017. 

## روابط خارجية
- ألون أبيلسكي على بيانات كرة القدم. دي إي باللغة الألمانية
- ألون أبيلسكي في موقع كرة القدم العالمية.نت
- Alon Abelski on Fupa